# Милерс Фолс (Масачусетс)
Милерс Фолс (енгл. Millers Falls) насељено је место без административног статуса у америчкој савезној држави Масачусетс.

## Демографија
По попису из 2010. године број становника је 1.139, што је 67 (6,3%) становника више него 2000. године.
| Група             | 2000.         | 2010.         |
| Белци             | 1.023 (95,4%) | 1.083 (95,1%) |
| Афроамериканци    | 3 (0,3%)      | 5 (0,4%)      |
| Азијати           | 4 (0,4%)      | 5 (0,4%)      |
| Хиспаноамериканци | 12 (1,1%)     | 23 (2,0%)     |
| Укупно            | 1.072         | 1.139         |